# Alicia Sacramone
Alicia Sacramone född den 3 december 1987 i Boston, Massachusetts, är en amerikansk gymnast.
Hon tog OS-silver i lagmångkampen i samband med de olympiska gymnastiktävlingarna 2008 i Peking.